# Choeromorpha mediofasciata
Choeromorpha mediofasciata är en skalbaggsart som beskrevs av Stefan von Breuning 1939. Choeromorpha mediofasciata ingår i släktet Choeromorpha och familjen långhorningar. Inga underarter finns listade i Catalogue of Life.